# 戈特弗里德·本恩
戈特弗里德·贝恩（Gottfried Benn，1886年5月2日—1956年7月7日）是德国诗人，作品具有强烈的表现主义色彩。

## 生平
1914年，贝恩即开始创作表现主义作品。1930年代，贝恩对魏玛共和国表示强烈的厌恶，并反对马克思主义以及美国化，因而他对新兴的纳粹主义表示强烈的支持。1932年，贝恩被选入普鲁士艺术科学院诗歌部。在经历长刀之夜之后，贝恩开始走向反纳粹的道路。1938年，纳粹政权开始禁止贝恩写作。战后，他的作品一度被禁，因为他曾支持希特勒。但不久之后，他重新开始创作。1951年，贝恩获得格奥尔格·毕希纳奖。1956年，逝世于柏林。

## 主要作品
- 《陈尸所和其他诗歌》（Morgue und andere Gedichte），1912年
- 《肉》（Fleisch），1917年
- 《瓦砾》（Schutt），1924年
- 《双重生活》（Doppelleben），1950年
- 《静态诗》 （Static Poetry），1949年